# Malankarski Syryjski Kościół Ortodoksyjny
Malankarski Syryjski Kościół Ortodoksyjny – jeden z przedchalcedońskich Kościołów wschodnich, będący częścią Syryjskiego Kościoła Ortodoksyjnego. Działa na terenie Indii i należy do grupy Chrześcijan św. Tomasza i sięga tradycją I wieku.

## Historia
Kościół wywodzi się z pierwotnego kościoła indyjskiego, założonego według tradycji przez św. Tomasza Apostoła w I wieku n.e. Swą historię dzielił z Malankarskim Kościołem Ortodoksyjnym, którego był częścią, aż do rozłamu w 1975 roku. 
Wtedy to grupa wiernych i duchowieństwa zdecydowała się pozostać w jedności z patriarchą syryjskim, który ustanowił głową Kościoła Patriarchę Wschodu i Metropolitę Indii, pozostającego pod jego zwierzchnictwem. Obecnie funkcję tę sprawuje Baselios Marthoma Didymos I.
Kościół liczy około 80 tysięcy wiernych.